# Céraclès Coopérative
Céraclès Coopérative, anciennement Sport 2000, est une entreprise française spécialisée dans la distribution d'articles de sport et de loisirs. Créé en 1966, Sport 2000 compte aujourd'hui plus de 3 200 surfaces de vente en Europe avec plus de 600 enseignes en France, ce qui en fait le deuxième acteur européen, derrière Intersport.

## Historique

### 1966-2025: débuts et croissance du réseau Sport 2000
En 1966, trente-six détaillants, dont les footballeurs internationaux français Albert Batteux, Just Fontaine et Jean Djorkaeff fondent le groupement Sport 2000. 
En 1982, le réseau Montagne de Sport 2000 est créé avec cinq premiers adhérents. 
De 1994 à 1998, Sport 2000 entame son développement à l'international.
En 2003, l'enseigne S2, se spécialisant dans la vente de chaussures de sport est créée.
En 2006, création de Mondovélo spécialisée dans le cycle. 
En 2008, Espace Montagne, l'enseigne spécialisée dans les sports de montagne et d'extérieur rejoint le groupe Sport 2000. 

### 2025: changement de nom et objectifs de croissance élevés
En mars 2025, Sport 2000 annonce investir 30 millions d'euros pour grossir dans le cadre d'un plan qui vise à atteindre 1 000 magasins et un chiffre d'affaires en hausse de plus de 50 % à l'horizon 2030. L'objectif chiffré est d'atteindre 1,3 milliard d'euros de CA en 5 ans. Le groupe annonce en parallèle changer de dénomination pour s'appeler Céraclès Coopérative, dans le but de distinguer le groupe de son enseigne principale Sport 2000,.

## Marques du groupe
- Sport 2000 est l'enseigne principale du groupe. Elle se spécialise dans l'équipement sportif.
- Mondovélo est une enseigne se spécialisant dans les cycles.
- S2 (aussi connu sous le nom de S2 Sneakers Specialist) est une enseigne spécialisée dans la vente de sneakers.
- Espace Montagne est une enseigne spécialisée dans les articles de randonnée.
- WAS We Are Select est une enseigne spécialisée dans les articles de mode.
- Pro Sport est l'une des enseignes du groupe spécialisées dans les articles de sport.
- Dégrif Sport est une enseigne spécialisée dans l'équipement sportif.

## Galerie d'images

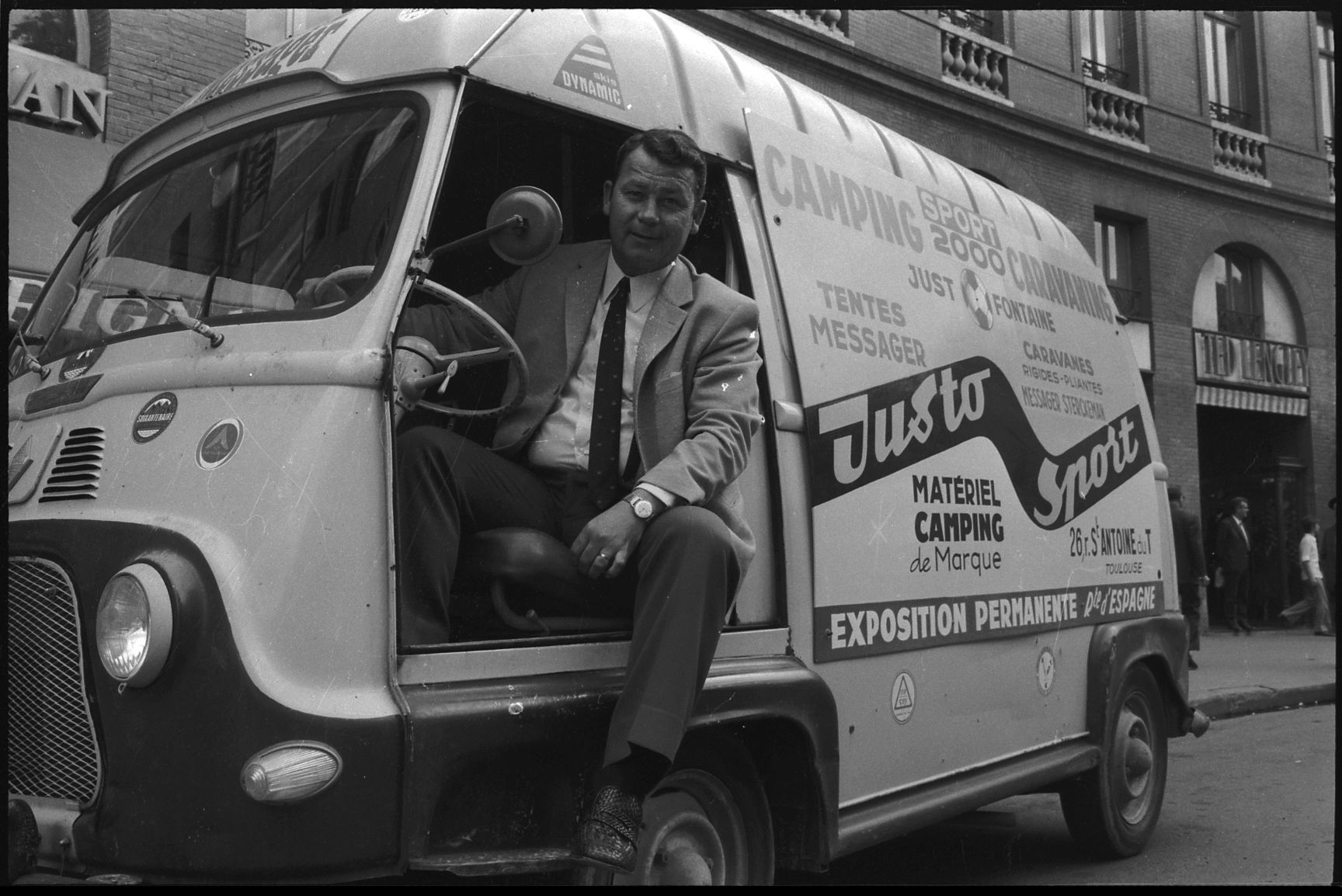
Just Fontaine au volant d'une camionnette Sport 2000 / Justo Sport en 1971 à Toulouse.
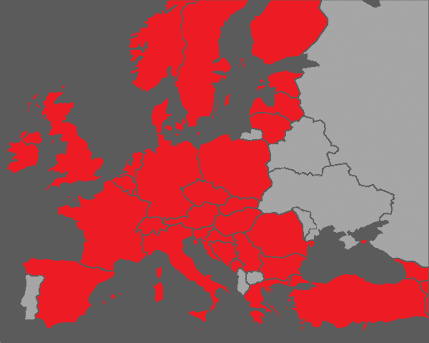
Les pays en rouge sont ceux où Sport 2000 compte au moins un magasin.
Siège social de Sport 2000 à Égly.
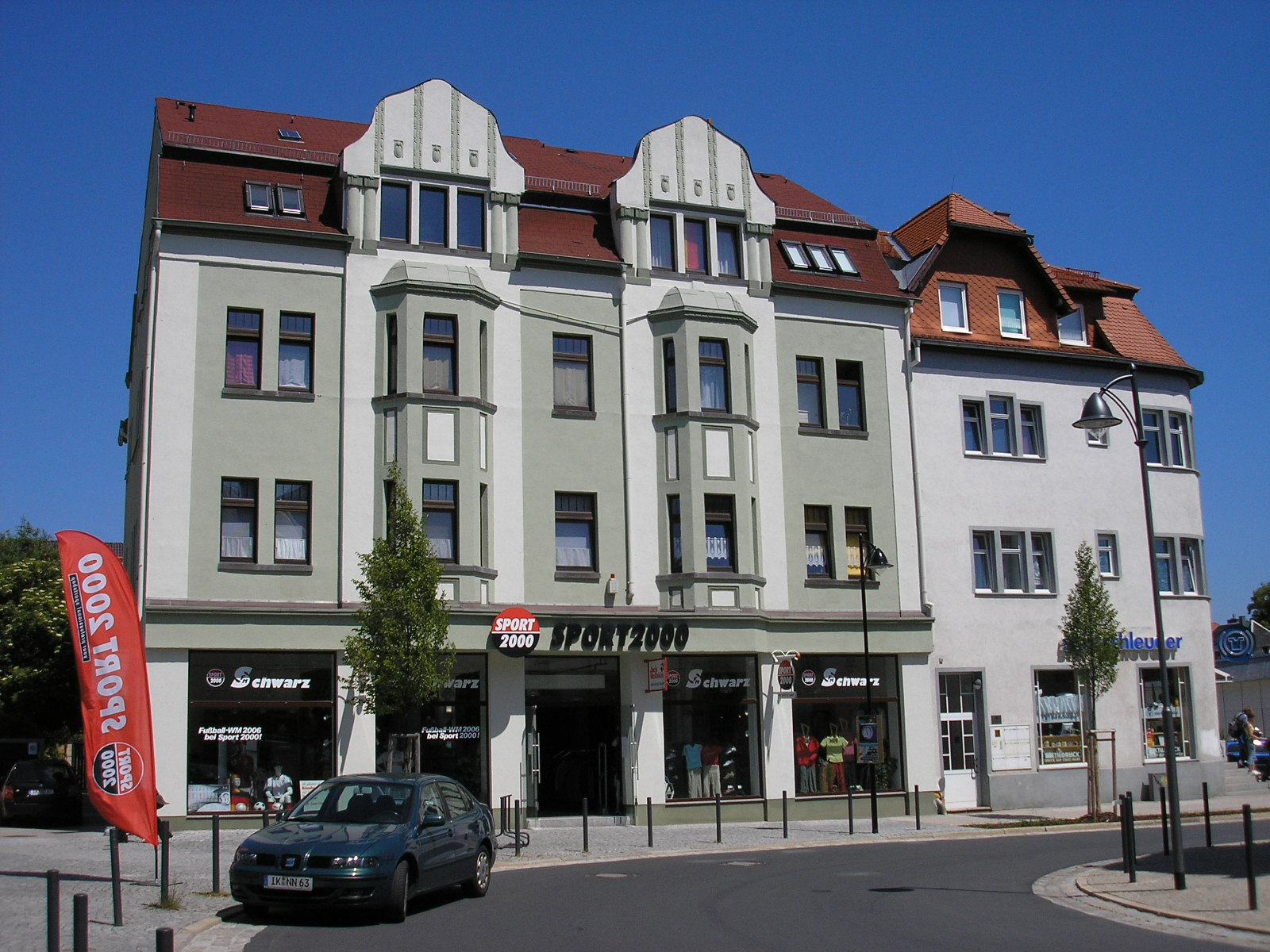
Magasin Sport 2000 à Ilmenau.
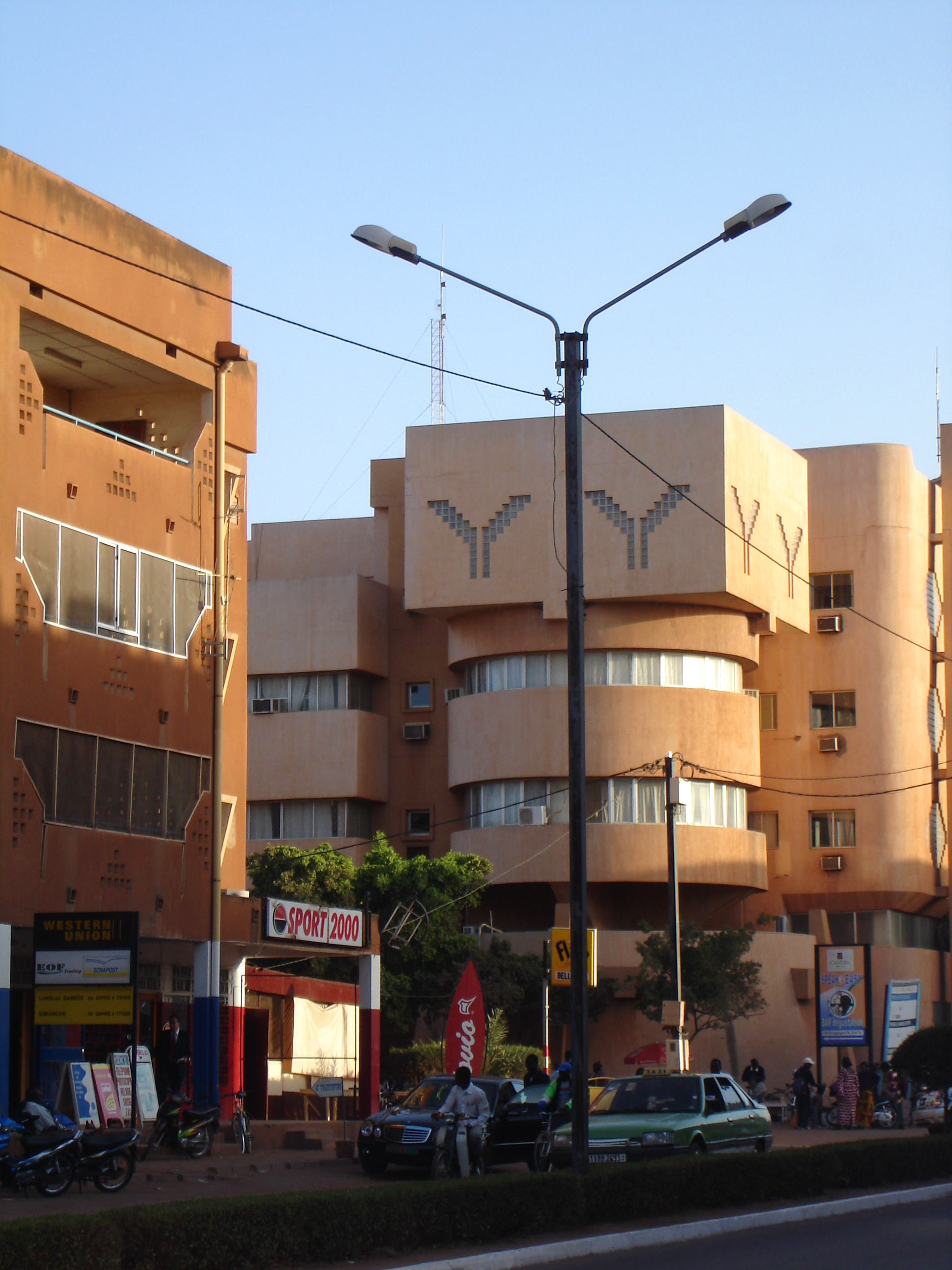
Une enseigne Sport 2000 à Ouagadougou (Burkina Faso)